# Pindos (häst)
Pindos är en liten hästras av ponnytyp som härstammar från Grekland. Pindosponnyn har vanligtvis en mankhöjd på runt 130 cm men kan med selektiv avel vara så låg som 100 cm eller upp till 142 cm. Pindosponnyn är en ras som ofta beskrivs som väldigt envis men den är härdig och klarar sig med lite foder. Pindosponnyn kallas även Tessalisk ponny då den föddes upp i det gamla Thessalien.

## Historia
Grekland är ett land som har väldigt dåliga förhållanden för avel av hästar då jorden är mager, vegetationen sparsam och ofta är klimatet väldigt varmt. Detta ledde till att många hästar istället importerades och de hästar som avlades i landet var i regel ganska små. De traditionella områdena för all slags hästuppfödning i det gamla Grekland var bergsområdena Thessalien och Epirus där klimatet oftast var lite svalare. Detta område har varit Pindosponnyns hemtrakter i århundraden. Rasen är utan tvivel en ättling till den gamla Tessaliska hästen, vilken den grekiska poeten Oppianos (ca 211 f.Kr) beskrev som en häst "välbekant för sin skönhet, sitt mod och sin uthållighet". 
Men man tror att det har korsats in mycket annat blod i Pindosponnyn sen Oppianos beundrade hästen, bland annat från gamla poloponnesiska och epidauriska hästar och även Ferghanahästar och araber från Orienten som gjorde ponnyerna mer tålig för värme och förbättrade dess uthållighet avsevärt. 

## Egenskaper
Idag används Pindos mest som packdjur i bergen, för lättare jordbruk och även inom skogsbruket. Men den fungerar även bra som ridhäst eller mindre körhäst. Ston av Pindosponnyer korsas ofta med åsnor i Grekland för att få fram mulor. Hovarna är ganska små, vilket är vanligt på hästar som fötts upp i varmare klimat. Den är även känd för sin uthållighet men har ett litet dåligt rykte om sig att vara istadig och väldigt envis. 
Pindosponnyns närmaste släkting är Peneiaponnyn som härstammar från provinsen Eleia på Peloponnesos och även Skyrosponnyn.